# Jühszi
Jühszi (egyszerűsített kínai írással: 玉溪市, pinjin: ) prefektúra szintű város Kínában, Jünnan tartományban. Lakosainak száma 2 249 502 fő (2020).

## Népesség
| 2020 | 2 249 502 |